# المرأة في بالاو

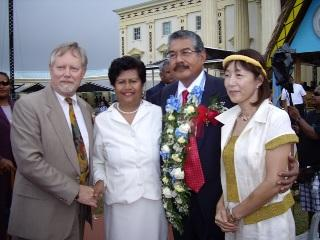
المرأة في الحياة السياسية بالاو: السيدة الأولى فاليريا توريبلونغ (وسط يسار) هي زوجة الرئيس بالاو جونسون توريبلونغ (يمين الوسط). التقطت هذه الصورة أثناء تنصيب الرئيس توريبلونغ في 15 يناير 2009.

النساء في بالاو، المعروفات أيضا باسم النساء البالاويات، المرأة البالاوية، البيليو (القديمة الإنجليزية) ، أو النساء من جزر لوس بالاوس (اسم إسباني) هن النساء اللاتي يعيشن في أو من بالاو.
تاريخياً، كان هناك «تقسيم قوي للنوع الاجتماعي في العمل» بين النساء والرجال في بالاو.
النساء يعملن في أنشطة مثل الزراعة وجمع المحار (الرجال مسؤولون عن بناء المنازل وبناء المجتمع). في الوقت الحاضر النساء - بين رجال بالاو - مشاركات في العمل.
أن المرأة تشغل الآن وظيفة كطبيبة ومحامية ومديرة أعمال.
وفيما يتعلق بتاريخ السياسة الوطنية لبالاو، أصبحت ساندرا بيرانتوزي نائبة رئيس بالاو، والان تشغل منصب وزيرة خارجية بالاو.
وهناك بالفعل حالياً أول امرأة في بالاو تعمل في المحكمة العليا لبالاو.
تقليديا، يمكن للمرأة ذو الشأن العالي في بالاو أن تصبح جزءا من قيادة المجلس القروي، الذي لديه صلاحيات لتحديد وإزالة حامل اللقب من الذكور.
فقد صنعت قرارات السلطة من حيث الملكية التي تسيطر عليها والثروة (المال يستلم من قبل النساء نيابة عن العشائر).

## إنتاج الغذاء
يتم إنتاج أطعمة النشا، والمعروفة باسم ongraol من قبل النساء اللاتي يعملن في مستنقعات القلقاس في القرى.

## رموز الطبقات الاجتماعية
وكدليل على تحقيق الشخصية، يمكن للمرأة في بالاو ارتداء القلائد التي تتكون من قطع نقود بالاو.

## الرقص
الشكل المعتاد لرقص النساء في بالاو تشمل الرقص التقليدي التي هي «تبجيل ويؤديه سطرين من النساء».